# Pragmatična sankcija iz Bourgesa
Pragmatična sankcija iz Bourgesa je bila odločba francoskega kralja Karla VII., objavljena v Bourgesu 7. julija 1438 v soglasju s tam zbrano duhovščino. Kot varuh pravic francoske Cerkve je kralj z odločbo na več načinov omejil papeška pooblastila v Franciji.
- Francoska Cerkev je priznala primat generalnih koncilov svoje cerkve nad papežem (konciliarizem).
- Podprla je sklepe koncila v Baslu.
- Kralj je dobil  besedo pri volitvah za škofe in člane kapitljev opatijskih cerkva, tako da je priporočil kandidate.
- Cerkev je dobila pravice do cerkvenih dohodkov (ukinitev anatov).
- Moč papežev za izrekanje izobčenj in interdiktov je bila omejena. Papeški odloki so zahtevali kraljevo potrditev.

Pragmatična sankcija je postavila temelje francoske nacionalne Cerkve. Papež Evgen IV. je proti njej protestiral, vendar je veljala do Bolonjskega konkordata, sklenjenega leta 1516 na 5. lateranskem koncilu. V prvih letih po objavi je bila sankcija predmet političnih sporov z več cerkvenimi voditelji.
Karlov naslednik Ludvik XI. je zaradi svoje politike do Italije leta 1451 razveljavil očetovo Pragmatično sankcijo iz Bourgesa, vendar se generalni stanovi s tem niso strinjali. Za razveljavitev se je še posebej zavzemal Jean de La Balue, ki je bil za zasluge nagrajen s kardinalskin dostojanstvom.
Ludvik XII. je obnovil veljavnost Sankcije iz leta 1438, leta 1513 pa je bil pripravljen popustiti. Bolonjski konkordat med papežem Leonom X. in kraljem Francem I. je francoskemu vladarju podelil (le) nekaj privilegijev s papeško odobritvijo. Papeška bula Pastor aeternus gregem z dne 19. decembra 1516, objavljena vzporedno s konkordatom, je izrecno razveljavila Pragmatično sankcijo iz Bourgesa.

## Sklic
1. ↑  Stieber 1978, str. 40.
2. ↑  Müller 2021, str. 88.
3. ↑  Spehr, str. 84.

## Vir
- Heribert Müller. Pragmatique Sanction. V Lexikon des Mittelalters VII, str. 166–167.
- Christopher Spehr. Luther und das Konzil zur Entwicklung eines zentralen Themas in der Reformationszeit. Mohr Siebeck, 2010, ISBN 978-3-16-150474-7, str. 84.
- Stieber, Joachim W. (1978). Pope Eugenius IV, the Council of Basel and the Secular and Ecclesiastical Authorities in the Empire: The Conflict Over Supreme Authority and Power in the Church. Brill.